# 保長
保長，又叫保正，有時與「鄉約」一職合稱鄉保，與「地方」一職合稱地保:87、105-106。保長為中國明清兩代及民國時鄉官:78、鄉職的一種:82，是最基層的半公職人員，保甲制度中一「保」的負責人，綜理全保事務。保長主要任務是監察不法之徒，維持地方秩序，監督社區的居民，把違法活動上報官府，並監視可疑的陌生人，記錄社區內進出人員的姓名。保長須承擔州縣官員所科派的差務，催促錢糧稅收。保長也執行賑災事務，並發揮地方公證人的作用，擔保個人的身份。保長往往由讓區民眾推舉選出，事實上人選往往是由有權勢者決定，由地方領導人物提名，然後經縣衙門正式批准。一般情況下，保長只是地方上的小人物，多數是中農。歷史上大部份保長都能忠實履行公職，但偶爾也有濫權和敲詐的事件。

## 歷史
保甲制度要求鄰里間互相監視:25。在宋代的保甲法，每10家為一保，每保選一保長:38。在明代，保甲制度沒有在全國實行，只在明朝後半期在部份地區實施:56、27。1517—1520年，王陽明在江西征討叛軍和盜匪時，建立了保甲制度:38，使其更為軍事化:468；1520年，每村須指派一名保長，其職責是整合地方力量來對付小偷和盜賊:38。隨著里甲制的削弱，地方官員紛紛通過實行保甲組織村落防務:467，為了對付東南沿海倭寇或內地盜賊，自發地設立保甲。1548年，朝廷頒布保甲條例，指導那些願意在本縣設立保甲的官員。到明朝末年，保甲制度延伸到半個中國。明代保甲制度大約每100家構成一保，保的首領叫保長或保正。王陽明訂立的做法則是以1000家為一保，主要用於南京地區，這種做法後來在清代被廣泛接受:56、58-59。
清朝建立後的幾十年，保甲制進一步在全國實施:470。1708年康熙帝發布有關保甲細則的詔旨:259，確立保甲制度中保長—甲長—牌頭三級制的架構:84，以1000戶為一保，設保長或保正，綜理全保事務。實際執行上，則往往數村組成一保，或「一鄉一保長」:39-41。許多地方在保長之外另設一職「地方」:84。1757年，戶部建議增設「地方」一職，以減輕保長催促住戶交稅和逮捕罪犯的任務:63。1772年以後，保甲取代里甲的人丁編審工作和州縣科派的差役:84。在18世紀中葉，清帝國許多地區，「地方」或「地保」這類鄉官已是常設，承擔了治安和稅收的雙重任務。「地保」一詞取自「地鄰保甲」（地方鄰居及保甲頭人），地保和保長往往由同一個人擔任，地保就是保長:78、81-82。嘉慶帝甚為關注保甲制度，明白保長職責過重，故設法減輕其負擔，簡化他們的責任。省級地方官員上奏，建議減少保長的責任，嘉慶帝下令緝拿犯人和催稅二事，不必再由保長負責，保長應專責編查戶口，監察匪徒。1814年清廷下諭旨:68、65-66，訓誡保長要與村民「聯名互保」，若在保長所擔保的戶口中發現罪犯，保長就要受懲罰。但自道光帝時起，保甲制度已經衰敗，不再起治安的作用。保長被強加了各種各樣的任務:67-69，保甲承擔了里甲的稅收功能，在許多地方反而沒有執行治安的任務:75-76。
1927年後不久，國民政府恢復設置保甲，加以修改，期望新的保甲組織能夠承擔起地方治安、地方防衛和地方行政等職能:84。縣政府設立多個保正職位，作為稅務員管理各地村莊。1930年代的這些保正，與19世紀的保長相似:296。縣政有時仍有賴保長，他們沒有領縣官府的錢，卻為縣政府做事，故其職位得以保留下來:208-209。

## 職責
保長有時被視為一村之長，職責沒有一定範圍，往往因時因地因官員而異。少數地方官會把保長的職責局限於治安方面，以減輕其負擔。大多數官員都要保長身兼多職:87、108-109。保長被納入地方官役的角色，和鄉約、地方等一同負擔地方基層管理的任務:111、113，被視為地方官的代理人，經常和衙門胥吏來往，而很少與地方官聯繫:64，是最基層的半公職人員，其職位「是國家權力與村莊共同體之間的重要交接點」:236。

### 治安
「保」涉及安全組織的各種事務，用於保衛公共安全:59、61。保長主要任務是監察不法之徒，維持地方秩序:87，監督社區的居民，把違法活動上報官府，並監視可疑的陌生人，記錄社區內進出人員的姓名。保長須每月兩次向官府上交簽字具保的報告，上報社區內是否有不法活動；若有罪行及窩藏事情而未能及時上報，保長也要承擔法律責任。據《大清律例》，保長未能覺察自己轄區內的盜賊，須受笞刑20下處分:252，未能預防罪案會受官府的笞刑:364。保長也要查訪村莊登記民戶，保長要到衙門定期倒換保甲簿，編造戶口，登記人口的出入。但保長往往不會認真從事戶口登記的工作:255-257。官府亦諭令保長辦理差務，傳訊、捕犯:83、85。清朝規定，保長必須定期向縣衙彙報。按早期規定，保長每月初一十五必須到衙門點卯（點名），彙報向各自轄區旳情況，不管有沒有事情發生:95。每月朔望二日的點卯負擔不輕，家離縣城近者可一日來回，而離縣城遙遠的，必須用兩日才到縣衙，僅為了例行的點卯，半月之中在家不到十日:114。半月彙報一次的規定，在18世紀就不再嚴格執行，不過過一旦有罪犯和罪案出現，保長就必須上報，這規定到清末還在執行:96。
在城市，保長會巡邏街區，監督門戶開閉，上報並調查偷盜和暴力犯罪，逮捕疑犯。保長受官府指派，會給罪犯戴枷並令其站在犯罪現場示眾。他是所轄地區的「知情人」，在衙門訊問罪犯時作見證人:362-363，稟報民刑事件的案情:83；在刑事案件中，他可能被訊問疑犯或贜物的下落；在民事糾紛中，保長或要提供當時路過行人的資料、商業合同毀約的背景、錢莊所發銀票的擔保人和抵押財產等方面的情況:364。保長並須調停鄉村內的紛爭:85，人命毆鬥等大案外，一些日常糾紛細事也有由保長介入調解:101。晚清時，許多地方官以保甲為基礎，組織訓練團練，有時就以保長擔任團總、團正之職:82-83。

### 賦稅
保長須承擔州縣官員所科派的差務:125；催促錢糧、承應差役等責任原本由里甲承擔，到清代中期不少地方都改由保長、保正負責:101。政府強加額外征收時，或村莊歉收而無力交納定額稅銀時，保長便很難催納錢糧。他可以嘗試謀取各村莊領導人的合作，來逼使鄉民付款。鄉民若不合作，吃官司的則是保長。有些保長因無法為欠稅者墊款而潛逃:238。保長是地方衙門公私日用的供應者，也要維持地方的基本設施，職責而非局限於朝廷所設定的催糧和緝盜:125-126。民國時，保長之下設有「地方」一職，協助保長擔任著發放公文，催納田賦等事務。保長定期（例如每10天一次）要到縣公署來報告繳稅情況，如果滯納者太多，縣公署會發出催促公文交給保長，但公文上不明記未繳稅者的名單，只寫保長的名字，由他去村子去催稅:209、207。隨著新的行政機關組成，保長收稅的職能部份被取代，有些保長變成新的區長的信差:298。有些地方的保長負責向官府報告重大案件，並接待來訪的官員，並不負責收稅，甚至也不負責傳達縣官的命令。有些地方保長則一如昔日，兼管治安與督促田賦:203-205。抗戰時，保長負有徵兵責任:150，也要替軍隊徵收糧食和各種物料。有些保長被迫逃亡，有些採取敲詐勒索的方法，以應付上級攤派的糧食、燃料、牲畜和人力數額:114。

### 其他
保長必須執行賑災事務，包括第一，呈報災情，第二，編造賑冊，作為發放賑票的依據，第三，現場指認災民。保長也要承擔由衙門下鄉辦賑的委員與隨行書役的飯食:101-102。保長會選拔保甲制度中地位在其下的牌頭和甲長，向縣衙列出名單，而牌頭和甲長大多就是村莊中的領導人物:235、242。保長熟知街坊鄰居，發揮著地方公證人的作用，擔保個人的身份。鄉民到衙門提出訴訟事，保長首先要去證明和確認訴訟人的身份。保長也為所轄範圍內的地產交易提供見證。土地交易時，保長要探查地界，記錄丈量結果，查驗地權憑證；土地所有權發生法律糾紛時，保長也要作證，其證詞往往決定爭議地產的歸屬。保長也受命看守依法沒收或查封的財產:364。保長工作要配合地方上的社會福利及公益事業，他要辨認打撈出來的屍體，告知其近親，並移交死者的隨身物品。保長並協助善堂的慈善活動，申報屍體發現以便安葬，或確定該區特別貧困的家庭。保長也會協助推動公益事務，如在清末時的城市，保長會向所轄居民收取經費，以安裝煤氣街燈:365、376。

## 人選
保長既是兼職的，也是志願的:365。保長應選年力精壯、通曉事務、端正謹慎、勤慎老成、為人誠實、有家室、諳練公事、身家殷實、為眾人所推服者出任，由本保紳民公舉充當:81-82。清朝法律禁止士紳擔任保長:365；保長之職由普通人而非士紳擔任，以維持鄉村中士紳階層和廣大民眾之間的勢力平衡:85。1757年，乾隆帝認識到普通鄉民不適合擔任保長，同時又堅持士紳不能擔任，因而指示地方官在「誠實、識字及有身家之人」中去尋找人選，並指令市井無賴不得擔任。但官府很難找到稱職的保長:98-99。許多人都以充任保長為苦:366，保長一職吃力而不討好:238，每每被地方官視為僕隸，所以稍有身家的人:85，地方和村莊的領導人物一般都不願擔任。偶爾保長會由地方上殷實的領導人物出任，但一般情況下，保長只是地方上的小人物，多數是中農，由當地真正的領導人物推舉出來，作為地方領導層與國家權力之間的緩衝人物:237-238。擔任保長的鄉民大多沒有什麼威望，或目不識丁，對官府行政了解甚少，整天忙於農事，沒有什麼空閒時間。許多地方官就讓每個保甲單位中的鄉人輪流擔任。由於村中強壯者忙於生計，擔任保長的經常就是「愚頑老疾」之人，有時甚至讓無恥惡棍:98-99、無業遊民、無賴之徒充任保長:366。在1930年代，保長多是由身份比較低賤的人來擔任，他們通常沒有太多財產，唯接觸面較較廣:296。
大多數鄉民都避免被指派為保長，擔任保長的會千方百計去職，而一般人則會千方百計躲避:100。被舉薦的保長可能會出資賄賂推舉人以求避免，或借口患病推辭:238。因此保長人選常常不斷變動。清政府規定了保長的任職期限，以免其沒完沒了地受折磨:100。1757年朝廷規定保長每年更代。實情是保長成為鄉民輪流充任之職，常有數年甚至十數年才換人的情況:115。善良樸表的鄉民躲避擔任保長，而惡霸和光棍卻很常擔任，一些無恥之徒搶奪保長之位後，就竭力霸佔:101，以職位圖利，捨不得失去:106，不但長期擔任其職，有些保長之位甚至變成世襲，父子相承:102。有時同一個保長長年充任而沒有輪換，為合乎法律，他只得改換姓名:365。偶有地方官為了提高保長的地位，會對其彬彬有禮，甚至發予匾額加以表揚。有時碰巧保長講道德和有服務精神，但也會面對各種障礙，由於他們只是普通百姓，得不到鄰居中士紳的尊敬，其同鄉也很容易挑戰其地位:101、99。
保長往往由村莊推舉選出:236。保長如有出缺，該區各戶家長或會到廟裏聚集，推選一人填補空缺。事先一般會張貼告示，候選人須在選舉時親自到場。事實上人選往往是由有權有勢者決定。人選得到全體認可後:366，就讓地方及村莊的領導人物提名，然後經縣衙門正式批准:236，縣衙一般予以照准:366。薦舉保長的文件，往往由一兩個有功名者（通常是生員或監生）帶頭具名，隨後是一系列鄉民的名單。這些士紳是常也公認為領袖。被提名的保長若願就職，才到衙門具文「認狀」，「具甘結」:241、235-236。在晚清，保長有時是衙門胥吏指派的:367。民國時，保長也是由區民選舉，由縣官府任命:211，但實際上往往由當地鄉紳推舉:149。如保長不能反映村民的意向，縣政府會尊重民意予以更換:213。

## 收入與付出
保長沒有來自官府的薪酬:238，其報酬來自街區基金，即由保長自己挨家挨戶所收:368。1930年代時，原則上保長所管的村子會給予保長「禮錢」20—100元，作為他的主要收入:209，約等於一個長工的工資:296。禮錢不甚固定，視乎保長的人緣與個人關係:209。有時保長會向鄉民索取門牌錢，或借打官司而獲利。因為官府遇到重大案件，許多時候都僅讓保長調查處理，縣官自己沒有覆核，保長可以從中索取錢財:116、118。民國時，如果保長催稅催糧的成績好，有些縣公署到年終會給他發放獎金，作為經濟刺激手段:213。支出方面，保長要滿足衙門走卒的敲詐勒索，有責任提供官府在錢財和勞役兩方面各種各樣的需求，還經常遭受毆打和懲罰。半月一次到衙門彙報，又為胥吏開了敲詐勒索之門，使保長承受更多負擔。負責保甲事務的刑房書吏，經常向保長索取錢財，如果保甲頭人向書吏交付賄款，其報告便可馬上通過，因此沒有人敢拒絕書吏的需索:100、95。

## 腐敗情況
羅威廉指出，晚清時漢口的保長大部份都能忠實履行公職:368，黃宗智亦指出，在河北寶坻保長長期濫權的事例不常見:241。但保長有時也聲名狼藉:64；有些保長會對鄉民敲詐勒索，如有謀殺案發生時，有些保長或地保就會向其鄰居榨取錢財。鄉民偶有異常，保長也可能來敲詐勒索，威脅要告發他:98。最常見保長舞弊的情況，是辦賑之時，保長在編造賑冊時，以給予錢財始得入冊要挾鄉民:118。偶然會有保長濫用權力，借機斂稅的例子，也有鄉保攜帶稅款潛逃:239。保長有時會被衙門胥吏利用作掠奪居民；有時會給假證供，隱匿稅項，包藏罪犯。在城市，保長或會捏造地產稅額，掩護賭博與賣淫，煽動雇工控訴雇主:367-368。